# Keteleeria
Keteleeria es un género con tres especies de coníferas pertenecientes a la familia Pinaceae, relacionado con el género Nothotsuga y Pseudolarix. Se distingue de Nothotsuga por tener los conos más grandes, y de Pseudolarix por sus hojas perennes y que los conos no se desintegran rápidamente al madurar. Los tres géneros tienen los conos masculinos desarrollándose en umbelas y de su habilidad, rara en las coníferas de reproducirse por vástagos. 
El género se encuentra en el sur de China (desde Shaanxi sur a Guangdong y Yunnan), Taiwán, Hainan, norte de Laos y Vietnam.
Son árboles perennes que alcanzan los 35 metros de altura. Las hojas son como agujas de  1.5-7 cm de longitud y 2-4 mm de ancho. Las piñas son erectas de 6-22 cm de longitud y madura en 6-8 meses después de su polinización, el tamaño de las piñas es muy variable en las tres especies.
El género fue nombrado en honor de J.B. Keteleer (1813-1903), un cuidador francés.

## Especies
- Keteleeria davidiana
- Keteleeria evelyniana
- Keteleeria fortunei